# Manataria daguana
Manataria daguana är en fjärilsart som beskrevs av Heinrich Neustetter 1929. Manataria daguana ingår i släktet Manataria och familjen praktfjärilar. Inga underarter finns listade i Catalogue of Life.